# MS Queen Victoria
Az MS Queen Victoria brit üdülőhajó, a Cunard Line társaság jelenleg (2018) üzemelő hajói közül a második és a legkisebb. Nevét Viktória brit királynőről kapta.
A Queen Victoria ugyanolyan alaprajzú, mint a többi Vista-osztályú hajó, a berendezés viszont jobban megfelel a Cunard stílusának. 2006–2007 között épült, súlya 90 049 bruttó regisztertonna, hossza 294 méter, teljesítménye 63 400 kW, sebessége 23,7 csomó (43,9 km/h). Első útja 2007. december 11-én volt.
A Queen Victoria hét étteremmel, tizenhárom bárral, három úszómedencével, bálteremmel és színházzal áll a 2081 utas rendelkezésére, akikről 900 fős személyzet gondoskodik.

## Fordítás
- Ez a szócikk részben vagy egészben  a   MS Queen Victoria című angol Wikipédia-szócikk ezen változatának fordításán alapul.  Az eredeti cikk szerkesztőit annak laptörténete sorolja fel. Ez a jelzés csupán a megfogalmazás eredetét és a szerzői jogokat jelzi, nem szolgál a cikkben szereplő információk forrásmegjelöléseként.